# أسترليا
أسترليا (الاسم العلمي: Asterella) هو جنس من الحشائش الكبدية يتبع فصيلة Aytoniaceae.